# Ctenitis aspidioides
Ctenitis aspidioides là một loài dương xỉ trong họ Dryopteridaceae. Loài này được Carl Borivoj Presl mô tả khoa học đầu tiên năm 1822.